# マリアナ・パラオ諸島の戦い
マリアナ・パラオ諸島の戦い（マリアナ・パラオしょとうのたたかい、英：Mariana and Palau Islands campaign）は、太平洋戦争中に日本軍とアメリカ軍の間でマリアナ諸島、パラオ諸島をめぐり行われた戦闘である。
太平洋方面では連合軍の反攻により日本軍は後退が続いていたが、日本が絶対確保を要する圏域としたマリアナ諸島、パラオ諸島にも連合軍は進攻を開始した。これは最終目標の日本本土進攻に向けて新たな基地を確保するためで、島を防衛する日本軍との間で熾烈な戦闘が行われた。また、海上でも大規模な海戦が発生した。

## 背景

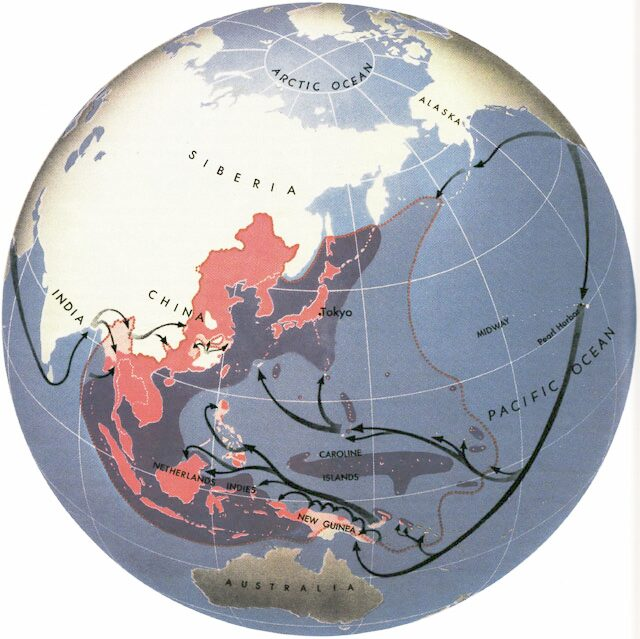
連合軍の反攻進路

1942年8月、連合軍は南太平洋のソロモン諸島南部にあるガダルカナル島に上陸して反攻を開始したが、その後の日本に向けての前進は、
- 中部太平洋を西進して日本本土を目指すルート
- ソロモン諸島 〜 ニューギニア 〜 フィリッピンを経由して日本本土を目指すルート

の二方面から進められた。
日本は太平洋方面での戦線の後退が始まった1943年9月に絶対国防圏構想を策定し、マリアナ諸島、パラオ諸島は絶対国防圏の要衝とされた。
中部太平洋方面のアメリカ軍（ニミッツ海軍大将が指揮）は1943年11月にギルバート諸島、1944年2月にマーシャル諸島の攻略を達成した。
中部太平洋方面の戦況が深刻化する中で、日本はマリアナ方面の防衛体制が非常に脆弱であることを認識し、1944年2月に中部太平洋方面の陸軍部隊を統率するため第31軍を新設するとともに、満州などから兵力を引き抜きマリアナ方面に輸送し、3 - 5月の松輸送は成功した。
しかしその後の輸送は途中で輸送船がアメリカ軍の潜水艦により撃沈されることもあり、計画通りの兵力増強は進まなかった。
また、5月27日にニューギニアのビアク島に連合軍が上陸し、日本軍守備隊との間で激戦が展開されていたため日本軍の主な関心はビアク島に向いており、マリアナなどの基地航空機をこの方面に派遣するとともに、増援部隊の海上輸送の実施に努めていた。このような状況の中でアメリカ軍の進攻を迎えることになる。

## マリアナ諸島の戦い
1944年2月にマーシャル諸島を攻略したアメリカ軍は、次はマリアナ諸島を目指すことになる。マリアナ諸島を攻略してここに戦略爆撃機B-29を配備すれば日本本土の大部分をB-29で爆撃することが可能になるとともに、フィリピン奪還のための支援基地としてもよい位置にあった。アメリカ軍の最初のマリアナ諸島への攻撃は1944年2月の空襲であるが、これはマーシャル諸島攻略の支作戦であった。
第31軍は満州などから到着した兵員を各島に配置するとともに防御陣地の構築（築城）に努めたが、資材の不足や防衛強化の開始からアメリカ軍来攻までの期間が短かったことで充分な陣地の構築はできなかった。防衛の基本方針は上陸中の敵を攻撃して撃滅する水際作戦とされた。
日本は東條英機参謀総長（首相）がアメリカ軍上陸の前日に天皇に「マリアナは確保することができると信ずる」と上奏したように、防衛に自信を持っていた。この頃、日本海軍も「あ号作戦」という日米艦隊決戦を計画し、5月頃からタウイタウイ（ミンダナオ島とカリマンタン島の間）に空母等の艦船の集結を行っていた。
しかし日本海軍は燃料の不足と空母航空機の搭乗員の錬度不足という2つの大きな問題をかかえた状況であった。他方アメリカはマリアナ諸島攻略のために陸海合わせて約167,000人の兵力を投入した。

### サイパン島
第1次世界大戦後、日本の委任統治領となり、日本は国際連盟を脱退（1933年）した後も統治を続け、約30,000人が入植し、農業や砂糖の生産が主な産業であった。
アメリカ軍が攻略を開始したときのサイパン島の日本軍（陸軍海軍計）は約47,000名であったが、この中には輸送途中にアメリカ軍潜水艦の攻撃で輸送船が沈没し、武器を失って兵員のみが到着した部隊や他島へ移動のために待機中の部隊も多かった。アメリカ軍は1944年6月11日に空爆と艦砲射撃を始め、6月15日に上陸を開始した。日本の水際作戦もアメリカ軍の圧倒的な火力の前には無力で上陸の阻止は失敗した。
アメリカ軍が上陸すると日本海軍は「あ号作戦」を発動、マリアナ諸島西側の海域（フィリピン海）でマリアナ沖海戦が発生したが、この海戦は日本の大敗に終わり日本の空母戦力は壊滅した。
日本軍は島の各所で反撃を続けたが圧倒的な火力の前に日本軍の抵抗は次第に弱まり、7月9日にアメリカ軍はサイパン島の占領を宣言した。
日本は7月18日にサイパン島の玉砕を発表し、東條内閣は絶対国防圏が破られたことの責任により退陣し、小磯・米内連立内閣がこれに代わった。この戦いで日本軍はマリアナの他、パラオや硫黄島などの基地航空機も多くを失い、潜水艦作戦でもアメリカの潜水艦は日本の空母2隻（大鳳、翔鶴）のほか多数の駆逐艦や輸送船を撃沈したのに対し、日本の潜水艦はほとんど戦果を上げないまま18隻が失われた。
終戦後のサイパン島の日本軍の生還者は約3,600名であった。

### グアム島
1898年の米西戦争の結果、グアム島はアメリカ領となっていた。太平洋戦争開戦直後の1941年12月10日に日本軍は島に上陸したが、島のアメリカ軍は少数だったため大きな戦闘も行われないままアメリカ軍は降伏した。島の原住民（チャモロ族）は約24,000人で日本は民政署を設置して行政を行った。
アメリカ軍がマリアナ地区の攻略を開始したときのグアム島の日本軍（陸軍海軍計）は約22,000名であった。マリアナ沖海戦の勝利や周辺諸島の基地航空機の掃討の達成により、その攻撃力を上陸支援に集中することが可能になっていたので、サイパン島上陸のときを上回る事前攻撃（空爆、艦砲射撃）を行った後、1944年7月21日に上陸を開始した。日本軍の水際作戦もアメリカ軍の圧倒的な火力の前には無力で、上陸は阻止できなかった。
アメリカ軍の攻撃により日本軍は急速に戦力を消耗していく状況の中で、7月25日の夜に総攻撃を行ったが失敗に終わった。その後、日本軍は島の北部に後退しながら抵抗を続けたが残存兵力は減る一方で、8月11日には第31軍司令部もアメリカ軍の手に落ち第31軍のトップの小畑司令官は自決した。これによりグアム島の日本軍の組織的戦闘は終了し、8月13日にアメリカ軍はグアム島の占領を宣言した。
この後も残存の日本軍は遊撃戦を行ったがアメリカ軍の掃討と食糧不足によりその数は漸減し、終戦後日本に帰還できたのは約1,600名であった。

### テニアン島
サイパン島と同様の経過で日本の委任統治領となり、日本や朝鮮から来た民間人（約13,000人）による砂糖の生産が主な産業であった。軍事面では1944年初頭までは中南部太平洋方面の航空機の後方・中継基地として使用されていた。
アメリカ軍がマリアナ地区の攻略を開始したときのテニアン島の日本軍（陸軍海軍計）は約10,000名であった。
アメリカ軍は海空からの準備攻撃の他、すでに占領していたサイパン島からも砲撃を行った後、1944年7月24日に上陸を開始した。ここでも水際での上陸阻止は失敗に終わり、日本軍は圧倒的なアメリカ軍の火力の前に次第に追い詰められていった。8月1日、アメリカ軍はテニアン島の占領を宣言した。終戦後の日本軍の生還者は約800名であった。

### その他の島嶼
ロタ島（グアム島とテニアン島の間）やパガン島（サイパン島の北）などにも日本軍は配備されていたが、アメリカ軍の上陸はなく爆撃されるのみであった。日本軍は孤立した中で食料や医薬品の不足に苦しみながらも自活し終戦を迎えた。終戦後の日本軍の帰還者はロタ島から約2,800名、パガン島から約2,100名であった。

## パラオ諸島の戦い
パラオ諸島はカロリン諸島の西部（西カロリン諸島）に属し、マリアナ諸島の南方に位置する島々である。カロリン諸島は第1次世界大戦後、日本の委任統治領となり、日本は国際連盟を脱退（1933年）した後も統治を続け、日本からの入植者も多かった。太平洋戦争開始後、パラオはソロモン、ニューギニア方面の後方兵站基地となり部隊や軍需品の中継基地として機能した。
1944年3月に空襲を受けて大きな損害を出すが、これは連合軍がニューギニアのホーランジアに進攻するための支作戦として行ったものである。日本は中部太平洋方面の戦況の悪化に伴いこの方面の陸軍部隊を統率するために第31軍を新設し、パラオもこの第31軍の配下で防衛体制の強化を計ることになる。
日本軍（大本営）はマリアナ諸島が短期間の戦闘で陥落したのは敵上陸時の基本としていた水際作戦が適切でなかったとの見地から急遽この方針を変更し、海岸から離れたところに主陣地を構築して、ここを拠点に長期間にわたり上陸軍に反撃する作戦（長期持久）をとるよう指導した。
一方、フィリピンの奪還に向けてニューギニア北岸を西進していた連合軍はビアク島まで達していたが、フィリピンにさらに近い位置に航空基地を確保するため、ペリリュー島とアンガウル島の攻略を開始した。（同時にニューギニアとフィリピンの間にあるモロタイ島の攻略も開始。）

### ペリリュー島
ペリリュー島はパラオ本島（バベルダオブ島）の南約50キロメートルに位置する島で、大規模な飛行場が設置されていた。このため日本軍は島をパラオ諸島の重要拠点とし、1944年4月から防衛強化を始めた。
アメリカ軍がペリリュー島の攻略を開始したときの島の日本軍（陸軍海軍計）は約11,000名であった。アメリカ軍は9月15日に上陸を開始し数日の戦闘で飛行場地域を確保したが、日本軍は島の山地（最高約90メートル）の自然洞窟等に構築した陣地から反撃した。
アメリカ軍は山地の掃討を目指したが、日本軍の抵抗により掃討は容易にははかどらず、アメリカ軍第1海兵師団は上陸以来の損害の累積が大きくなり、10月末に別の師団（陸軍第81歩兵師団）と交代して島から撤収した。その後、山地の日本軍の陣地はアメリカ軍により逐次奪取され、11月27日にアメリカ軍は掃討作戦の終結を宣言した。
小さな島で日本軍が長期持久の方針で2か月以上にわたり抵抗を続けることができたことは、日本の島嶼防衛方針に大きな影響を与え、その後の硫黄島や沖縄の防衛戦に生かされることになる。終戦後の日本軍の生還者は約450名であった。

### アンガウル島
アンガウル島はペリリュー島の南西約10キロメートルに位置し、肥料の原料となるリン鉱石の産地として有名で、軍事面では飛行場適地があった。このため島はパラオ諸島の重要拠点としてペリリュー島と同様、防衛強化が図られた。
アメリカ軍がアンガウル島の攻略を開始したときの島の日本軍は約1,200名（陸軍海軍計）であった。アメリカ軍は1944年9月17日に上陸を開始し、日本軍は反撃を試みるも成功せず次第に戦力を減耗していった。
10月15日からアメリカ軍は飛行場の使用を開始し、10月21日にアメリカ軍はアンガウル島での組織的戦闘の終了を宣言した。終戦後の日本軍の生還者は約50名であった。

### その他の島嶼
パラオ本島（バベルダオブ島）やヤップ島（パラオ本島の北）はアメリカ軍の上陸はなく爆撃されるのみであった。島の日本軍は自活しながら終戦を迎えた。終戦後の日本軍の帰還者はパラオ本島から約25,000名、ヤップ島から約5,500名であった。
ウルシー環礁（ヤップ島の東約100キロメートル）は1944年9月23日にアメリカ軍が上陸したが、日本軍は既に撤退していたため戦闘はなかった。環礁はアメリカ海軍の泊地（休養、補給、修理）として整備され、その後の作戦で重要な役割を果たした。

## 結果
この戦いは日米の戦力が既に質量ともに大きく開いていることを如実に示した戦いであった。アメリカ軍は少なからぬ損害を出したものの所期の目的を達成し、続いて1944年10月20日にフィリピン奪還のため、フィリピン中部のレイテ島に上陸した。また、マリアナ3島に配備されたB-29は1944年11月24日に日本本土の爆撃を開始した。これ以前のB-29は中国の成都から発進していたため航続距離の制約で九州北部しか爆撃できず、成都へのB-29用燃料の輸送の困難さのため出撃回数も限られていたが、マリアナからの発進はこれらの問題を解決し、B-29の増強とともに大規模な日本本土空襲へと進んでいく。
一方、日本では太平洋戦争開戦以来続いていた東條内閣が退陣に追い込まれることになった。また、日米決戦の切り札として20か月ぶり（1942年10月の南太平洋海戦以来）に実戦に出動した空母部隊は壊滅（母艦以上に空母搭載航空機が壊滅）し、以後残存の空母は囮（レイテ沖海戦）や輸送船としてしか使えない状況になった。
この頃ヨーロッパ戦線でも連合軍はノルマンディーに上陸し、第2次世界大戦は終結に向けて歩みを速めていくことになる。

## 年表
1941年（昭和16年）
- 12月10日 - 日本軍がグアム島に上陸・占領

1944年（昭和19年）
- 2月23日 - アメリカ軍がマリアナ諸島を空襲
- 3月 〜 5月 - 日本軍、松輸送を実施しこれに成功
- 3月30日 〜 31日 - アメリカ軍がパラオを空襲
- 5月 〜 6月 - 第3503船団、第3530船団、第3606船団がそれぞれ壊滅
- 6月15日 - アメリカ軍がサイパン島に上陸
- 6月19日 〜 20日 - マリアナ沖海戦
- 7月21日 - アメリカ軍がグアム島に上陸
- 7月24日 - アメリカ軍がテニアン島に上陸
- 9月15日 - アメリカ軍がペリリュー島と、モロタイ島にそれぞれ上陸
- 9月17日 - アメリカ軍がアンガウル島に上陸